# 순혜옹주 장씨
순혜옹주 장씨(順惠翁主 張氏, ? ~ 1423년 9월 9일(음력 7월 26일))는 조선 태종의 후궁이다.

## 생애
본관은 안동(安東)이며, 화산군(花山君) 장사길(張思吉)의 관기 첩(官妓 妾) 복덕(福德)의 서녀로 태어나 1412년 순혜옹주(順惠翁主)로 책봉되나 그 전부터 후궁(後宮)으로 태종을 모셨다. 태생이 서녀였지만, 조부인 장열(張烈)과 아버지 장사길(張思吉) 숙부 장사정(張思靖) 모두 무관(武官)으로 태조와 함께 조선개국에 공을 세운 공신이였다.
순혜옹주는 세종 5년 1423년 7월 26일 슬하에 자녀 없이 숨을 거두었다.

## 가족 관계
- 조부 : 장열(張烈)
- 아버지 : 장사길 (張思吉)
- 어머니 : 복덕(福德) - 기생
- 남편 : 태종
- 숙부 : 장사정(張思靖)